# Марк Порций
Марк Порций (на латински: Marcus Porcius) е политик и римски чиновник в град Помпей през 1 век пр.н.е.

## Биография
Произлиза от фамилията Порции. Той е знатен и богат жител на Помпей. Прави голяма кариера. Построява заедно с Гай Квинкций Валг teatrum tectrum. На един надпис пише, че двамата са дуумвири в град Помпей и отговарят за строежа, даден им от градския съвет.
В Помпей той, отново с Гай Квинкций Валг, строи първия амфитеатър на града със собствени средства. На надписа от амфитеатъра е наречен duumviri quinquennales – петгодишен служител, цензор. Той получава почетен гроб в града на Херкуланската врата.
Марк Порций е първият известен от източниците жител на Помппей. Преди организирането на колонията той е quattuorvir – член на Четиричленна колегия, която подарява заедно един храм за Аполонското светилище.
За неговите заслуги градският съвет му дава място за почетен гроб в града на Херкуланската врата. След неговата смърт на гроба му построяват гробен храм олтар. Гробът му е поддържан над 100 години, въпреки че не е известно дали има роднини. Друг такъв почитан жител на града е Марк Холконий Руф.